# 翻白叶树
翻白叶树（学名：Pterospermum heterophyllum），为梧桐科翅子树属下的一个植物种。

## 外部連結
- 半楓荷根 Ban Feng He Gen （页面存档备份，存于） 中藥標本數據庫 (香港浸會大學中醫藥學院) （繁體中文）（英文）